# Partie polityczne Mongolii
System partyjny w Mongolii po upadku komunizmu rozwinął się w kierunku systemu dwupartyjnego, co oznacza iż istnieją tam dwie dominujące partie polityczne, a dla każdego innego ugrupowania ogromnym sukcesem jest chociażby dostanie się do parlamentu.

## Partie[1][2]
- Partii Demokratyczna (Ardchilsan Nam)
- Mongolska Partia Ludowa (Mongol Ardyn Nam) – partia postkomunistyczna
- Partia HUN (Khün nam)
- Koalicja Narodowa
  - Mongolska Partia Zieloni (Mongolyn Nogoon Nam)
  - Mongolska Narodowa Partia Demokratyczna (Ündesnii Ardchilsan Nam)
- Partii Socjaldemokratyczna (Mongoliin Social Demokrat Nam)
- Republikańska Partia Obywatelskiej Woli–Zieloni (Irgeni Zorig Bugd Najramdach Nam)
- Partia Republikańska (Bugd Najramdach Nam)